# Малгрейв
Малгрейв (англ. Mulgrave) — містечко в Канаді, у провінції Нова Шотландія, у складі графства Гайсборо.

## Населення
За даними перепису 2016 року, містечко нараховувало 722 особи, показавши скорочення на 9,1%, порівняно з 2011-м роком. Середня густина населення становила 40,5 осіб/км².
З офіційних мов обидвома одночасно володіли 15 жителів, тільки англійською — 700. Усього 5 осіб вважали рідною мовою не одну з офіційних.
Працездатне населення становило 56,2% усього населення, рівень безробіття — 15,1% (18,4% серед чоловіків та 14,3% серед жінок). 100% осіб були найманими працівниками, а 0% — самозайнятими.
Середній дохід на особу становив $47 025 (медіана $30 656), при цьому для чоловіків — $63 698, а для жінок $31 022 (медіани — $39 040 та $24 832 відповідно).
19,2% мешканців мали закінчену шкільну освіту, не мали закінченої шкільної освіти — 30,8%, 50% мали післяшкільну освіту, з яких 13,8% мали диплом бакалавра, або вищий.
| Статево-вікова структура населення | Статево-вікова структура населення | Статево-вікова структура населення | Статево-вікова структура населення | Статево-вікова структура населення |
| ---------------------------------- | ---------------------------------- | ---------------------------------- | ---------------------------------- | ---------------------------------- |
|                                    |                                    |                                    |                                    |                                    |
| Всього                             | Всього                             | 48,6%51,4%                         |                                    |                                    |
| 0 — 14 років                       | 0 — 14 років                       |                                    | 12,9%                              | 12,9%                              |
| 15 — 64 років                      | 15 — 64 років                      |                                    | 63,9%                              | 63,9%                              |
| 65 і більше                        | 65 і більше                        |                                    | 23,1%                              | 23,1%                              |
| 85 і більше                        | 85 і більше                        |                                    | 2,7%                               | 2,7%                               |
| Середній вік (років)               | Середній вік (років)               | 46,147,0                           | 46,6                               | 46,6                               |
| Медіана (років)                    | Медіана (років)                    | 50,950,6                           | 50,7                               | 50,7                               |
| — чоловіки — жінки                 |                                    |                                    |                                    |                                    |

| Походження мешканців:     | Походження мешканців:     | Походження мешканців: | Походження мешканців: | Походження мешканців: |
| ------------------------- | ------------------------- | --------------------- | --------------------- | --------------------- |
| Походження                |                           |                       | осіб                  | %                     |
| Корінні американці        | Корінні американці        |                       | 85                    | 11.81%                |
| Інше північноамериканське | Інше північноамериканське |                       | 340                   | 47.22%                |
| Європейське               | Європейське               |                       | 510                   | 70.83%                |
| британське                | британське                |                       | 440                   | 61.11%                |
| французьке                | французьке                |                       | 190                   | 26.39%                |
| Азійське                  | Азійське                  |                       | 15                    | 2.08%                 |

| Зайнятість населення за галузями (за класифікацією NOC): | Зайнятість населення за галузями (за класифікацією NOC): | Зайнятість населення за галузями (за класифікацією NOC): | Зайнятість населення за галузями (за класифікацією NOC): | Зайнятість населення за галузями (за класифікацією NOC): |
| -------------------------------------------------------- | -------------------------------------------------------- | -------------------------------------------------------- | -------------------------------------------------------- | -------------------------------------------------------- |
|                                                          |                                                          |                                                          |                                                          |                                                          |
| Управління                                               | Управління                                               |                                                          | 4,1%                                                     | 4,1%                                                     |
| Бізнес, фінанси та адміністрування                       | Бізнес, фінанси та адміністрування                       |                                                          | 13,7%                                                    | 13,7%                                                    |
| Природничі та прикладні науки                            | Природничі та прикладні науки                            |                                                          | 2,7%                                                     | 2,7%                                                     |
| Охорона здоров'я                                         | Охорона здоров'я                                         |                                                          | 5,5%                                                     | 5,5%                                                     |
| Освіта, правозахист, муніципальні та урядові служби      | Освіта, правозахист, муніципальні та урядові служби      |                                                          | 11%                                                      | 11%                                                      |
| Роздрібна торгівля та послуги                            | Роздрібна торгівля та послуги                            |                                                          | 31,5%                                                    | 31,5%                                                    |
| Гуртова торгівля, транспорт та обладнання                | Гуртова торгівля, транспорт та обладнання                |                                                          | 21,9%                                                    | 21,9%                                                    |
| Природні ресурси, сільське господарство                  | Природні ресурси, сільське господарство                  |                                                          | 4,1%                                                     | 4,1%                                                     |
| Виробництво                                              | Виробництво                                              |                                                          | 6,8%                                                     | 6,8%                                                     |

## Клімат
Середня річна температура становить 5,6°C, середня максимальна – 21,5°C, а середня мінімальна – -11,2°C. Середня річна кількість опадів – 1 503 мм.
| Клімат поселення                              | Клімат поселення | Клімат поселення | Клімат поселення | Клімат поселення | Клімат поселення | Клімат поселення | Клімат поселення | Клімат поселення | Клімат поселення | Клімат поселення | Клімат поселення | Клімат поселення | Клімат поселення |
| Показник                                      | Січ.             | Лют.             | Бер.             | Квіт.            | Трав.            | Черв.            | Лип.             | Серп.            | Вер.             | Жовт.            | Лист.            | Груд.            |                  |
| Середній максимум, °C                         | −1,23            | −1,97            | 1,60             | 6,56             | 12,25            | 17,21            | 20,83            | 21,54            | 17,63            | 12,37            | 7,38             | 1,61             |                  |
| Середня температура, °C                       | −5,84            | −6,57            | −3               | 1,96             | 7,67             | 12,60            | 17,36            | 18,05            | 14,16            | 8,88             | 3,90             | −1,87            |                  |
| Середній мінімум, °C                          | −10,42           | −11,18           | −7,58            | −2,64            | 3,06             | 8,01             | 13,89            | 14,57            | 10,67            | 5,41             | 0,42             | −5,36            |                  |
| Норма опадів, мм                              | 136              | 114              | 128              | 126              | 106              | 106              | 100              | 106              | 114              | 146              | 159              | 162              |                  |
| Середньомісячна швидкість вітру, м/с          | 5.84             | 5.60             | 5.60             | 5.10             | 4.97             | 4.73             | 4.47             | 4.42             | 4.87             | 5.47             | 5.74             | 6.03             |                  |
| Середньомісячна сонячна радіація, кДж/м²·день | 4535             | 7724             | 11651            | 14880            | 18111            | 20249            | 19864            | 17475            | 13245            | 8265             | 4735             | 3505             |                  |
| --------------------------------------------- | ---------------- | ---------------- | ---------------- | ---------------- | ---------------- | ---------------- | ---------------- | ---------------- | ---------------- | ---------------- | ---------------- | ---------------- | ---------------- |
| Джерело:                                      |                  |                  |                  |                  |                  |                  |                  |                  |                  |                  |                  |                  |                  |